# Cuvieronius
Cuvieronius (Syn.: Cordillerion) war eine Rüsseltier-Gattung der Familie Gomphotheriidae und lebte im Pliozän und im Pleistozän in Amerika.

## Aussehen
Cuvieronius unterscheidet sich von Notiomastodon, das zur selben Zeit in Südamerika lebte, durch seinen breiten, langen Schädel, die geringere Körpergröße und die einfacheren Molaren (Backenzähne). Die Tiere waren relativ klein (nur etwa 2,2 m lang), was wohl eine Anpassung an gebirgige Lebensräume war. Die kennzeichnenden Merkmale der Gattung waren die 2 m langen, leicht gekrümmten Stoßzähne, um die sich ein spiralförmiges Band aus Zahnschmelz wand, die kurze Symphyse des Unterkiefers und die Ausprägung der Molaren. Diese wiesen einen lophodonten Aufbau mit querstehenden Zahnschmelzbändern auf, wobei die vorderen beiden Molaren je drei dieser Schmelzbänder besaßen, was charakteristisch ist für trilophodonte Gomphotherien. Der letzte Molar dagegen umfasste vier oder fünf Schmelzleisten. Die Endpunkte der jeweiligen Leisten lagen dabei leicht gegeneinander versetzt. Es ist denkbar, dass die südamerikanische Art, die in recht unwirtlichen Lebensräumen vorkam, sogar ein Fell hatte.

## Verbreitung
Cuvieronius lebte vom Pliozän bis ins Pleistozän im südlichen Nordamerika von Arizona bis Florida. Von dort aus gelangte es über die mittelamerikanische Landbrücke nach Südamerika, wo es ab dem Spätpliozän nachgewiesen ist. Es überlebte bis ins späte Pleistozän, möglicherweise sogar bis ins Frühholozän. Aus Südamerika ist nur eine Art, Cuvieronius hyodon, bekannt. Diese war auf die Andenregion beschränkt und lebte im heutigen Ecuador, Peru, Bolivien, Chile und Westargentinien. Die Gattung verschwand zusammen mit vielen anderen Großtierarten Südamerikas am Beginn des Holozän im Zuge der weltweiten quartären Aussterbewelle.

## Lebensweise
Cuvieronius hyodon war ein Gebirgsbewohner, dessen Lebensraum vor allem die Hochplateaus der Anden bis in eine Höhe von etwa 4000 m (Peru) war. Im Gegensatz zu den anderen südamerikanischen Gomphotherien, die eher in warmen Zonen zu finden waren, dürfte Cuvieronius auch mit kühlen Witterungsverhältnissen fertiggeworden sein. Anhand von Isotopenuntersuchungen an den Zähnen wurde festgestellt, dass die Tiere sich anscheinend sowohl von Laub als auch von Gräsern ernährten.

## Systematik
Cuvieronius gehört zu den trilophodonten Gomphotherien, die durch drei Schmelzbänder auf den ersten beiden Molaren charakterisiert sind. Innerhalb der Gomphotherien gehört die Gattung zur stammesgeschichtlich jüngeren Unterfamilie der Rhynchotheriinae, möglicherweise entstand es aus dem ebenfalls in Mittel- und Südamerika verbreiteten Rhynchotherium.
Mehrere Arten wurden von Cuvieronius beschrieben. Bis in jüngerer Zeit waren von diesen mit Cuvieronius hyodon und Cuvieronius tropicus zwei allgemein anerkannt. Neuere Untersuchungen, vor allem an den Backenzähnen, ergaben keine systematische Abgrenzungsmöglichkeit von C. tropicus zu C. hyodon, so dass erstere mit letzterer gleichgesetzt wurde und Cuvieronius mit C. hyodon momentan nur eine Art einschließt, was weitgehend heute anerkannt ist.